# Palazzo Arcivescovile (Siena)
Il palazzo Arcivescovile di Siena, dimora dell'Arcivescovo metropolita e sede istituzionale dell'Arcidiocesi di Siena-Colle di Val d'Elsa-Montalcino, si trova in piazza del Duomo, a sinistra della cattedrale metropolitana di Santa Maria Assunta.

## Storia e descrizione
Il palazzo fu realizzato a partire dal 1665 circa, al tempo dell'arcivescovo Ascanio II Piccolomini, sul sito della precedente Casa dell'Operaio, cioè del Rettore dell'Opera della Metropolitana, e della casa dei canonici, in sostituzione del precedente Palazzo Arcivescovile che sorgeva addossato al fianco destro e che fu demolito nel 1660, a seguito al progetto di risistemazione urbanistica dell'area intorno al Duomo, voluta dal papa senese Alessandro VII. 
Tra 1665 e 1670 si procedette alla demolizione anche della Loggia dei Canonici che era contigua al fianco sinistro della Cattedrale e si ristrutturò la facciata del nuovo palazzo, che fu completata, nei due piani superiori in laterizio, tra 1718 e 1723. Intorno al 1715 il nuovo palazzo venne abitato per primo dall'arcivescovo Alessandro Chigi Zondadari. 
La facciata ristrutturata tra la seconda metà del Seicento e il primo Settecento, in piena età barocca, non presenta alcun elemento barocco, né secentesco, ma fu realizzata in un precoce stile neogotico, imitativo delle forme dell'architettura senese del secolo XIV e di quelle che sorgevano intorno all'edificio. L'ordine inferiore è a strisce bianche e nere, mentre quello superiore è in laterizio. Le bifore del piano nobile sono decorate nei vetri con le insegne dell'arcivescovo Giovanni Pierallini che restaurò la facciata nel 1877. 
All'interno, gli arredi e le decorazioni interne hanno subito sostanziali modifiche nei secoli, soprattutto a seguito delle occupazioni che si fecero in epoca napoleonica e dopo l'unità d'Italia. Della fase settecentesca rimane oggi di pregevole valore la Cappella di Palazzo, in forme tardo barocche, realizzata tra 1723 e 1725 circa e commissionata presumibilmente dal Cardinale Arcivescovo Alessandro Chigi Zondadari, di cui è presente lo stemma all'interno. La Cappella è intitolata a San Biagio, vescovo e martire, in continuità col titolo dell'antica chiesa presso l'episcopio, demolita insieme al vecchio palazzo; ogni anno nella festa del santo (3 febbraio) la cappella viene aperta al pubblico per le celebrazioni religiose e l'omaggio alla reliquia con la quale si benedice la gola, secondo la tradizione. Solo la volta, affrescata da Vincenzo Meucci, probabilmente nel 1723, fu realizzata ex novo su commissione dell'arcivescovo Alessandro Zondadari, e raffigura la Madonna in gloria fra i santi patroni di Siena: Ansano, Crescenzio, Savino e Vittore. Gli altri dipinti, più antichi, provengono da altri luoghi e furono realizzati nel nuovo contesto. Al di sopra della porta di ingresso è un tondo con Sant'Agnese, attribuibile a Cesare Dandini, forse del 1630 circa. Sull'altare è posta la tela di Francesco Rustici (Rustichino), eseguita agli inizi del secondo decennio del Seicento, raffigurante San Biagio in adorazione della Vergine col Bambino con Sant'Ansano. Sulla parete sinistra è una tela di Ventura Salimbeni, opera risalente all'ultimo decennio del Cinquecento, un ex voto in cui figura l'Arcivescovo Ascanio I Piccolomini che presenta una ragazza miracolata alla Vergine Maria: la ragazza, infatti, forse una nipote del Cardinale, infortunatasi lavorando a maglia, tiene in mano un acuminato ferro e accanto è un gomitolo. Sulla parete destra invece è una tela di Domenico Manetti, datata intorno alla metà del Seicento, rappresentante lo Sposalizio della Vergine.
Nei saloni del piano nobile si possono ammirare dipinti dei maggiori autori senesi del XVII e XVIII secolo. Di particolare pregio la sala delle Udienze, decorata ad affresco in stile neo-classico a partire dal 1877, che conserva fra le altre opere tre tele a soggetto sacro di Francesco Vanni, una di Alessandro Casolani e una lastra marmorea degli inizi del '300, proveniente dalla chiesa senese di San Pellegrino alla Sapienza, con incisa una Crocifissione attribuita a Guccio di Mannaia. 
Lo studiolo e la biblioteca privata dell'arcivescovo sono decorati con affreschi eseguiti dal senese Liborio Guerrini, che li realizzò alla fine del Settecento sotto l'episcopato di Tiberio Borghesi.